# Бісик Іван Іванович
Іван Іванович Бісик (15 листопада 1948, с. Ходовичі Стрийського району Львівської області — 29 жовтня 2018, м. Калуш Івано-Франківської області, Україна) — академік інженерних наук України, інженер-хімік-технолог, кандидат економічних наук, віце-президент ВАТ «Оріана» (1991—1997), голова правління ЗАТ «Лукор» (2000—2002), президент підприємства «Вінісін» (2003—2010).

## Життєпис
Іван Бісик народився в сім'ї робітників. Батько Іван працював на Кременчуцькому заводі технічного вуглецю, воював у німецько-радянській війні. Мати, Катерина Дунець, була господинею дому та відомою у селі кравчинею. Сім'я славилась математичними здібностями. Рідні привили Івану любов до математики. Батько також захоплювався грою в шахи та передав ці вміння сину. У родині Іван Бісик був не єдиною дитиною, мав ще двох братів — Ореста й Мирона.
Вивчення науки в Івана Бісика розпочалось із загірнянської 8-річної школи. В 1963 році він поступив у Калуський хіміко-технологічний технікум, де показав себе здібним студентом й після завершення, у 1967 році, отримав скерування на посаду апаратника сульфатної збагачувальної фабрики в Калуський хіміко-металургійний комбінат. За сумлінність та відданість роботі через два роки молодого спеціаліста було призначено старшим майстром-диспетчером, а вже в 1971 році Іван Бісик очолив колектив сульфатної фабрики — одного з найбільш чисельних підрозділів Кальського хіміко-металургійного комбінату.
Івану Бісику успішно вдавалось поєднувати кар'єру та освітній розвиток. Без відриву від виробництва, з 1967 по 1973 рік навчався в Львівському політехнічному інституті, де одержав кваліфікацію інженера-хіміка-технолога. Іван сумлінно навчався в інституті. Захоплювався науковою літературою.
Після шести років успішної діяльності на посаді начальника фабрики молодого керівника призначили начальником цеху з виробництва полівінілхлориду, пізніше — начальником відділу стандартизації, та ще через короткий час — начальником відділу з організації праці і зарплати на той час вже ВО «Хлорвініл».
У 1991 році Іван Бісик був призначений заступником генерального директора ВО «Хлорвініл» з питань економіки. А в 1997 році, після створення на його базі концерну «Оріана» став віце-президентом. Працюючи на відповідальних посадах, І. Бісик зарекомендував себе здібним інженером та вмілим керівником у колективах, які очолював. Іван Бісик прагнув до вдосконалення своїх знань, тому в період з 1984 року по 1987 рік поступив і заочно закінчив Ленінградський інженерно-економічний інститут ім. П. Тольятті, де здобув освіту інженера-економіста.
У 1992 році, згідно з рішенням Ради Львівського політехнічного інституту, Івану Бісику була присвоєна вчена ступінь кандидата економічних наук, а в 1994 році загальні збори Академії інженерних наук України обрали його академіком. Після реструктуризації наприкінці 90-х років ВАТ «Оріана» і створення на його базі нафтохімічного комплексу ЗАТ «ЛУКОР» Іван Бісик був призначений головою правління товариства. Працював він на цій посаді до грудня 2002 року. А потім ще впродовж семи років очолював підприємство «Вінісін».
Поряд з основною роботою Іван Бісик займався викладацькою діяльністю у Прикарпатському університеті імені В.Стефаника в Івано-Франківську, та філіалах університету в Калуші, Долині й Тернополі. Іван Іванович займав посаду доцента «Кафедри менеджменту і маркетингу», викладав дисципліну «Промисловий маркетинг» та видав дві наукові публікації за цим напрямком. Іван Бісик неодноразово був головою екзаменаційної комісії зі спеціальності «Менеджмент і маркетинг» у Прикарпатському університеті ім. В. Стефаника, а також в Національному університеті нафти й газу.
У 1973 році одружився. Дружина Жанна Бісик працювала в товаристві української культури Карелії, пізніше — в Калуші у відділі статистики. У шлюбі народилось двоє дітей: донька Ірина та син Андрій. Донька одружена, також має доньку, сина та внучку, працює лікаркою. Син Андрій одружений, має сина, займається громадською та бізнесом.
Іван Бісик був депутатом міської ради, учасником багатьох загальноміських заходів та відзначався активною діяльністю на благо церкви й міста. За сумлінну працю і вміле керівництво трудовими колективами отримав чимало нагород, в тому числі «Почесну грамоту Міністерства хімічної промисловості» та звання «Заслужений працівник промисловості України».
29 жовтня 2018 року серце Івана Бісика зупинилось, уві сні.

## Професійна діяльність
- 1967–1969 — працював апаратником сульфатної збагачувальної фабрики на Калуському хіміко-металургійному комбінаті.
- 1967–1973 — навчання в Львівському політехнічному інституті та отримання кваліфікації інженера-хіміка-технолога.
- 1969–1971 — займав посаду старшого майстра-диспетчера на Калуському хіміко-металургійному комбінаті.
- 1971–1977 — працював начальником сульфатної фабрики КХМК.
- 1977–1981 — очолював цех з виробництва полівінхлориду на КХМК.
- 1981–1987 — працював начальником з організації праці та заробітної плати.
- 1984–1987 — здобуття освіти інженера-економіка в Ленінградському Інженерно-економічному інституті.
- 1987–1991 — займав посаду заступника з економіки та управління генерального директора Виробничого Об'єднання «Хлорвініл».
- 1991–1997 — віце-президент концерну «Оріана» з економіки і управління.
- 1997–1999 — заступник з економіки та зв'язків із спільними підприємствами «Вінісін» та «Оріана».
- 2000–2002 — Голова Правління закритого акціонерного товариства «Лукор».
- 2002– займав посаду заступника директора з організації і управління в ДП «Інтер Макс».
- 2003–2006 — працював на посаді президента (голови) СП ТзОВ «Вінісін».
- 2006–2009 — очолював ТзОВ «Вінісін».
- 2009–2010 — працював радником директора ТзОВ «Вінісін».
- 2011–2012 — займав посаду доцента для викладання на кафедрі загальноекономічних та гуманітарних дисциплін Калуського факультету.

Поряд з основною роботою займався викладацькою діяльністю в ПНУ ім Стефаника.

## Нагороди та відзнаки
- 1970 — нагороджений ювілейною медаллю «За доблесну працю».
- 1975 — нагороджений знаком «Переможець соціалістичного змагання».
- 1975 — нагороджений знаком «Ударник дев‘ятої п‘ятилітки».
- 1975 — нагороджений за винахід «Спосіб отримання безхлорного калійно-магнієвого добрива».
- 1976 — нагороджений за винахід «Спосіб отримання калійних добрив».
- 1988 — нагороджений знаком «Ветеран праці» — 20 років.
- 2000 — присвоєно ступінь академіка Академії інженерних наук України.
- 18 травня 2001 рік — присвоєно звання «Заслужений Працівник промисловості України», нагороджений почесною грамотою Міністерства Хімічної промисловості.
- 2006 — нагороджений грамотою за активну участь в будівництві та щедру пожертву на будову храму в с. Сівка-Калуська Калуського деканату від Архиєрея Івано-Франківської єпархії Володимира Війтишина.
- 2011 — нагороджений грамотою від Володимира Війтишина.
- 2010 — нагороджений медаллю «За заслуги перед Прикарпаттям».
- 2004 — нагороджений грамотою від Софрона Мудрого ЧСВВ.
- 2000 — нагороджений ювілейною грамотою «Святого 2000-го року Різдва Христового від Софрона Мудрого ЧСВВ УГК».
- 2011 — нагороджений почесною грамотою «Про проголошення почесним громадянином Общини Бачка Паланка Республіки Сербія»

Отримав службове посвідчення генерал-майора УРК — радник отамана з інженерних наук Івано-Франківського обласного козацького товариства ВГО «УРК».

## Особисте життя
- Дружина — Бісик Жанна Вікторівна
  - Донька — Бісик Ірина Іванівна
    - Чоловік доньки — Максимяк Володимир
    - Внук — Максимяк Іван
    - Внучка — Максимяк Олена
    - Правнучка — Максимяк Софія

  - Син — Бісик Андрій Іванович
    - Дружина сина — Чепуріна Анастасія
    - Внук — Бісик Марк Андрійович